# Partito di Centro Estone
Il Partito di Centro Estone (in estone: Eesti Keskerakond - EK) è un partito politico estone centrista e populista, costituitosi nel 1991 su iniziativa della componente riformatrice del Fronte Popolare Estone.
Dopo la lunga guida del suo fondatore Edgar Savisaar, già primo ministro dal 1990 al 1992, il 5 novembre 2016 nuovo leader della formazione politica è divenuto Jüri Ratas, primo ministro dal 2016 al 2021, considerato più moderato e filo-europeo.

## Ideologia
Il partito si proclama il "partito liberale del ceto medio" in Estonia. Al programma televisivo Foorum, l'allora parlamentare del Partito di Centro Kadri Simson, poi commissario europeo per l'energia, definì l'ideologia del partito come "ideologia del Partito di Centro", intendendo un'ideologia unica indipendente dalle logiche degli altri grandi partiti.
Il Partito di Centro è spesso definito populista. I suoi detrattori hanno accusato l'ex leader Edgar Savisaar di autoritarismo.
Tradizionalmente il partito ha forte presa sull'elettorato di etnia russa in Estonia.

## Storia
Alle elezioni parlamentari del 1992 il partito si presenta nell'ambito del Fronte Popolare che, col 12,3% dei voti, si attesta come la terza forza politica del Paese, dopo l'Unione Patria e Res Publica e il Partito della Coalizione Estone.
Alle parlamentari del 1995 il Centro ottiene il 14,2% dei voti ed entra a far parte del nuovo governo. Savisaar diviene ministro degli Interni, ma dopo poco è costretto alle dimissioni in seguito ad un'inchiesta avviata dopo che alcuni avversari politici erano stati intercettati, benché il coinvolgimento di Savisaar non sia stato provato.
In occasione delle parlamentari del 1999 i centristi raggiungono il 23,4%, con un incremento del 9%, divenendo il primo partito estone. Nel 2001, inoltre, Savisaar viene eletto sindaco della capitale Tallinn.
Alle parlamentari del 2003 il partito vede aumentare  ulteriormente i propri consensi, arrivando al 25,4%. Nel 2005 i centristi tornano al governo, in coalizione con il Partito Riformatore Estone e l'Unione Popolare Estone.
Alle parlamentari del 2007 i centristi ottengono il 26,1% dietro il Partito Riformatore e passano all'opposizione.
Alle parlamentari del 2011 i centristi calano al 23,3%, confermandosi secondo partito del paese e rimanendo all'opposizione; alle parlamentari del 2015 salgono invece al 24,8%.

## Risultati elettorali
| Elezione          | Voti    | %     | Seggi    |
| ----------------- | ------- | ----- | -------- |
| Parlamentari 1992 | 56.124  | 12,25 | 15 / 101 |
| Parlamentari 1995 | 76.634  | 14,17 | 16 / 101 |
| Parlamentari 1999 | 113.378 | 23,41 | 28 / 101 |
| Parlamentari 2003 | 125.709 | 25,40 | 28 / 101 |
| Europee 2004      | 40.703  | 17,53 | 1 / 6    |
| Parlamentari 2007 | 143.518 | 26,08 | 29 / 101 |
| Europee 2009      | 103.506 | 26,07 | 2 / 6    |
| Parlamentari 2011 | 134.124 | 23,32 | 26 / 101 |
| Europee 2014      | 73.419  | 22,35 | 1 / 6    |
| Parlamentari 2015 | 142.460 | 24,81 | 27 / 101 |
| Parlamentari 2019 | 129.618 | 23,10 | 26 / 101 |
| Europee 2019      | 47.799  | 14,39 | 1 / 6    |
| Parlamentari 2023 | 93 243  | 15,28 | 16 / 101 |
| 1.                |         |       |          |